# 为你而死
《为你而死》（台湾又译作）是2004年世嘉在任天堂DS平台所推出的迷你游戏集合游戏，由Sonic Team开发，世嘉负责发行。本游戏最先在北美发行，然后才在日本和PAL区发行。
本游戏大量使用任天堂DS的各种输入操作，包括轻敲、涂鸦触摸屏和对麦克风吹气。

## 游戏系统
玩家扮演一名害羞的男高中生，喜欢上一名路过的漂亮女生后，被一群不明身份的名为“摩擦之兔（Rub Rabbits）”的团队怂恿，不断挑战各种难度的小游戏，并突破情敌的阻挠下，最终向女生表白。
本游戏里大量使用了触摸屏和麦克风功能，而且还具备一个语音识别系统来识别对话和吹气声。游戏有若干个松散的小游戏构成，游戏的目标就是要取得游戏内女角色的注意。
游戏分别有有三个游戏模式。故事模式为由不同小游戏构成的游戏主线剧情，围绕着玩家作为男生追求女生的故事，每个章节都分为“一般”、“难”、“地狱”三个级别。回忆模式就是重新挑战之前已经通过的关卡，回忆模式也可以收集游戏内的星星点数和解锁女生的着装。“疯狂（Maniac）”模式，就是要全部关卡挑战完毕从而解锁全部的女生着装。
本游戏同时提供英文和日文语音文字界面，在故事模式中可以收集隐藏兔子，收集足够后可以解锁相应的女生着装。完成游戏后，可以解锁全部语音。

## 开发历程
2003年，世嘉解散了其内部游戏开发部门United Game Artists，水口哲也也离开世嘉，转职到Q娱乐公司。一些前组员，例如开发过《太空5频道》的吉永匠和湯田高志，被转入到Sonic Team。在Sonic Team中，汤高创作了《索尼克骑士》，而吉永则创作了本作和《为你而生》。《为你而生》和《为你而死》两者的开发，起源于任天堂发布任天堂DS的硬件配置。由于“rub”的音调与“love（爱）”近似，所以吉永有意就这个主题创作出两部相互关联的游戏。
因为作为一个以“爱情喜剧故事”为游戏主线，吉永使用剪影来表现人物角色，从而让玩家能更好地代入到角色中。虽然有暗示成分，但是吉永并没有为作品添加极为明显的色情元素，而且选择采用以女性人员作为开发团队来避免产生可能有冒犯女性的成分。
该作以内部项目名“Project Rub”在2004年E3大展上宣布。执行董事总经理中裕司则声称“该作标题强调注重使用触摸屏操作，通过DS所带来的独特的硬件体现，来实现‘摩擦’的概念。我们将会进一步探索DS所带来的新特性，这会是值得我们未来期待的一作。”然后在10月发布游戏的具体细节和预览。

## 评价
评测综合网站Metacritic收集到本游戏获得“普遍的好评”。在日本，《Fami通》以一个8分、一个9分、一个7分、一个9分，总分40分给出33分的评价。
特里尔·埃尔韦拉·莫滕森（Torill Elvira Mortensen）以该作品作为利用硬件平台设备优势的最佳例子，他指出，自该作发布，本作品被认为是充分地利用任天堂DS的触摸屏和麦克风，而且本作品的幽默性和游戏性也获得众多游戏评论家的赞赏。
《泰晤士报》给本作品给出五星满分评价，并且提到“虽然没有使用DS的无线通信功能而因此没有多人游戏模式，但它依然是任何初始接触DS所必备的游戏”。而《纽约时报》也给出良好评价，并认为“它避开了许多烦人的步奏来让玩家更好地享受游戏，从而延缓了厌恶这个游戏的速度。”但是，《悉尼先驱晨报》只给出总分5星的3星评价，认为“本作的小游戏可以单独抽离出来并且允许提升难度，但是游戏主线故事结束后就很难再维持游戏的吸引力”。
2006年2月2日，该作品获得2006年想象游戏奖（Imagina Games Awards）的“最佳概念”奖。Game Informer也将本游戏作品称为十大不可思议游戏之一。